# Bagrus lubosicus
Bagrus lubosicus és una espècie de peix de la família dels bàgrids i de l'ordre dels siluriformes.

## Morfologia
Els mascles poden assolir els 24,3 cm de longitud total.

## Distribució geogràfica
Es troba a la conca del riu Congo.